# Walapa
De walapa (Hoplerythrinus unitaeniatus) is een straalvinnige vissensoort uit de familie van de forelzalmen (Erythrinidae). De wetenschappelijke naam van de soort is voor het eerst geldig gepubliceerd in 1829 door Spix & Agassiz.
Deze pelagische zoetwatervis komt in Zuid-Amerika voor: de stroomgebieden van de São Francisco, Amazone, Orinoco en Magdalena en de rivieren van het Guianaschild. De lengte van de volwassen vis is omstreeks 16,5 cm maar 25 cm kan bereikt worden. De vis bewoont moerassen en kreken zonder al te veel stroming en overstroomde savanne. De vis ademt lucht en kan buiten het water lang overleven. Sidderaal is een natuurlijke vijand. Zelf zijn ze omnivoor, maar ze eten wel ongewervelde dieren en kleinere vis. 
In aquariumhandels worden ze soms als gouden wolfvis aangeboden.

## Ademhaling
De vis kan zowel via zijn kieuwen zuurstof uit het water opnemen of uit de lucht via zijn speciaal daartoe ingerichte zwemblaas. Deze is verdeeld in een voorte en achterste gedeelte. Het laatste gedeelte is rijk omgeven door bloedvaten en maakt gasuitwisseling met het bloed mogelijk. Onderzoek naar de chemoreceptoren die een rol spelen in de keuze welke manier van ademhaling verkozen wordt, heeft aangetoond dat een verhoogde concentratie CO2 in het water (en niet de pH) het dier aanzet om op luchtademhaling over te gaan. De receptoren die hier een rol in spelen zijn branchiaal en bevinden zich op alle kieuwbogen. 

## Hengelsport en consumptievis
In Suriname wordt er op de soort gevist en de vis wordt ook gegeten. Bij een onderzoek naar de bekendheid van de gevolgen van kwikgebruik in de goudwinning bleek zo'n 10% van de ondervraagden walapa te eten.
- Video van vangst in moeras